# Scranton (Carolina del Sud)
Scranton è un comune degli Stati Uniti d'America, situato in Carolina del Sud, nella Contea di Florence.